# Knjaževac
Knjaževac (Servisch: Књажевац) is een gemeente in het Servische district Zaječar.
Knjaževac telt 37.172 inwoners (2002). De oppervlakte bedraagt 1202 km², de bevolkingsdichtheid is 30,9 inwoners per km².